# Mycalesis ophthalmicus
Mycalesis ophthalmicus är en fjärilsart som beskrevs av John Obadiah Westwood 1888. Mycalesis ophthalmicus ingår i släktet Mycalesis och familjen praktfjärilar. Inga underarter finns listade i Catalogue of Life.